# Assemblee generali di Gipuzkoa
Le Assemblee generali di Gipuzkoa (in basco Gipuzkoako Batzar Nagusiak, in spagnolo Juntas Generales de Gipuzkoa) sono il più alto organo legislativo della provincia e territorio storico di Gipuzkoa, nei Paesi Baschi (Spagna). Prendono la forma di un parlamento monocamerale, i cui membri vengono eletti a suffragio universale dai cittadini della provincia per un mandato di 4 anni. La sede principale si trova a Donostia-San Sebastián, capitale della provincia.

## Origine storica
Le origini di questa istituzione risalgono al Tardo medioevo, fra il XII e il XIV secolo, quando si svilupparono parallelamente nelle provincie di Gipuzkoa e Biscaglia. I capifamiglia (che potevano essere sia uomini che donne) si riunivano all'uscità della messa domenicale davanti alla chiesa per discutere delle problematiche locali. Queste riunioni prendevano il nome di elizate (lett. "porta della chiesa") in basco e anteiglesia (lett. "davanti [alla] chiesa") in spagnolo, e rappresentano una forma primordiale di democrazia. Ciascuna di queste elizate eleggeva poi un delegato della propria comunità che li rappresentasse alle assemblee locali e alle Assemblee Generali, che riguardavano tutta la provincia.
Le Assemblee Generali si suddividevano in ordinarie e straordinarie. Le prime si celebravano periodicamente, inizialmente ogni due anni (a partire dal 1472) e successivamente a cadenza annuale (dal 1677). Le seconde invece venivano convocate quando un tema urgente sorgeva nel periodo fra un'Assemblea e un'altra. Mentre le Assemblee di Biscaglia e di Álava avevano un luogo di riunione fisso, quelle di Gipuzkoa erano itineranti fra 18 località della provincia che si alternavano nel seguente ordine stabilito nel 1472: Segura, Azpeitia, Zarautz, Ordizia, Azkoitia, Zumaia, Hondarribia, Bergara, Mutriku, Tolosa, Mondragón, San Sebastián, Hernani, Elgoibar, Deba, Errenteria, Getaria e Zestoa. Nel 1845 a queste si aggiunse anche Oñati.
Durante la guerre carlista, i Paesi Baschi e la Navarra si schierarono a favore delle pretese carliste. Già dopo la prima guerra i fueros erano stati ridimensionati, e dopo la sconfitta definitiva del fronte carlista nella terza guerra questi furono soppressi definitivamente nel 1879. Sebbene il governo spagnolo dell'epoca abbia introdotto una forma di autonomia fiscale con tasse ridotte nei territori precedentemente retti dai fueros, in concreto dopo questa vittoria Madrid demolì le istituzioni basche.

### Competenze
In questa epoca le Assemblee Generali esercitavano il potere legislativo, giudiziario ed esecutivo senza alcuna separazione. in osservanza delle norme forali scritte e della legge consuetudinaria, esse avevano il potere di:
- Far rispettare leggi e ordinanze, congiuntamente con la figura del Corregidor nominato dal re;
- Ricevere il giuramento del re ai Fueros, il corpo di consuetudini locali;
- Stabilire le imposte e i metodi per la loro raccolta;
- Determinate se la legislazione di origine reale rispettasse le leggi forali; in caso contrario avevano potere di veto sulle stesse;
- Realizzare la leva militare e chiamare alle armi le milizie forali in caso di guerra. Quest'ultime erano le principali responsabili della difesa di Gipuzkoa, in quanto l'esercito reale disponeva solo di due guarnigioni di stanza a Hondarribia e San Sebastián;
- Amministrare la provincia e occuparsi della sua rete viaria, dei problemi municipali, nonché stabilire le unità di misura adottate;
- Esercitare il potere giudiziario.

Nel periodo fra una riunione delle Assemblee e la successiva, esse nominavano la Deputazione Forale di Gipuzkoa (Gipuzkoako Foru Aldundia, Diputación Foral de Gipuzkoa), organo incaricato di gestire la provincia nelle questioni quotidiane e di portare a termine ciò che stabilivano le Assemblee Generali. A capo della Deputazione vi era il Deputato generale.

## Reinstaurazione nel 1979
A seguito della Transizione democratica spagnola, venne approvato il Real Decreto-ley 18/1977, che sanciva la reinstaurazione delle Assemblee Generali di Gipuzkoa. Le prime elezioni delle Assemblee si svolsero il 3 aprile 1979, e il 22 aprile successivo esse si riunirono per la prima volta dopo poco più di un secolo.
Bisogna però attendere il 18 dicembre dello stesso anno, con l'adozione dello Statuto di Autonomia dei Paesi Baschi, per avere una designazione completa degli ambiti di competenza esclusiva dei territori storici. Nel 1981 venne poi reinstaurato anche il regime di autonomia fiscale, soppresso nel 1937.

## Composizione

### Membri delle Assemblee generali (batzarkideakojunteros, -as)

Mappa delle circoscirizioni elettorali

L'elezione dei membri delle Assemblee avviene tramite un sistema proporzionale che segue il metodo D'Hondt in quattro circoscrizioni, con una soglia di sbarramento al 3%. I 51 membri dell'assemblea sono così ripartiti:
- Donostialdea (17): composta dai comuni di Astigarraga, Donostia-San Sebastián, Hernani, Lasarte-Oria, Urnieta e Usurbil.
- Bidasoa-Oiartzun (11): composta dai comuni di Errenteria, Hondarribia, Irun, Lezo, Oiartzun e Pasaia.
- Oria (9): composta dai comuni di Abaltzisketa, Aduna, Albiztur, Alegia, Alkiza, Altzo, Amasa-Villabona, Amezketa, Andoain, Anoeta, Arama, Asteasu, Ataun, Baliarrain, Beasain, Belauntza, Berastegi, Berrobi, Elduain, Ezkio-Itsaso, Gabiria, Gaintza, Gaztelu, Hernialde, Ibarra, Idiazabal, Ikaztegieta, Irura, Itsaso, Itsasondo, Larraul, Lazkao, Leaburu, Legazpi, Legorreta, Lizartza, Mutiloa, Olaberria, Ordizia, Orexa, Ormaiztegi, Segura, Tolosa, Urretxu, Zaldibia, Zegama, Zerain, Zizurkil e Zumarraga.
- Deba-Urola (14): composta dai comuni di Aia, Aizarnazabal, Antzuola, Aretxabaleta, Arrasate-Mondragón, Azkoitia, Azpeitia, Beizama, Bidegoian, Deba, Eibar, Elgeta, Elgoibar, Errezil, Eskoriatza, Getaria, Leintz-Gatzaga, Mendaro, Mutriku, Oñati, Orio, Soraluze, Zarautz, Zestoa e Zumaia.

### Presidente delle Assemblee generali
Il Presidente è eletto tramite scrutinio segreto dai membri delle Assemblee all'inizio di ogni legislatura. Rappresenta le Assemblee Generali e ha il compito di moderare il dibattito parlamentare tramite l'applicazione del Regolamento. Ha il potere di espellere i membri dall'aula qualora essi disturbino lo svolgersi delle sessioni. Dalla loro reinstaurazione ad oggi, l'incarico di presidente delle Assemblee generali di Gipuzkoa è stato occupato dalle seguenti persone:
| Legislatura | Durata    | Presidente                   | Partito                              |
| ----------- | --------- | ---------------------------- | ------------------------------------ |
| I           | 1979–1983 | Xabier Aizarna Azula         | EAJ-PNV (Partito Nazionalista Basco) |
| II          | 1983-1987 | Xabier Aizarna Azula         | EAJ-PNV                              |
| III         | 1987-1991 | Gurutz Antsola Larrañaga     | EA (Eusko Alkartasuna)               |
| VI          | 1991-1995 | Jon Esnal Alegria            | EAJ-PNV                              |
| V           | 1995-1999 | Esther Larrañaga Agirre      | EAJ-PNV                              |
| VI          | 1999-2003 | Iñaki Alkiza Laskibar        | EA                                   |
| VII         | 2003-2007 | Leire Ereño Osa              | EA                                   |
| VIII        | 2007-2011 | Rafaela Romero Pozo          | PSE-EE                               |
| IX          | 2011-2015 | Lohitzune Txarola Gurrutxaga | EH Bildu (Euskal Herria Bildu)       |
| X           | 2015-2019 | Eider Mendoza Larrañaga      | EAJ-PNV                              |
| XI          | 2019-2023 | Xabier Ezeizabarrena Saenz   | EAJ-PNV                              |
| XII         | 2023-2027 | Xabier Ezeizabarrena Saenz   | EAJ-PNV                              |